# Ilha Deserta (Santa Catarina)
Ilha Deserta, com dimensões aproximadas de 0,2 X 1,0 km, é a ilha mais externa de toda costa catarinense. De conformação rochosa, não possui praias, mas seu acesso é relativamente fácil pelo lado oeste em dias de mar calmo. O lado leste apresenta paredões abruptos, mas de extrema beleza.
Dado a sua característica rochosa, a vegetação é modesta e apenas rasteira. Sua localização, próxima à Ilha do Arvoredo, é de 27 graus 16,30 minutos latitude Sul e 48º 19,83 longitude oeste. A pesca na região é interditada.